# Bernabé Rivera (ville)
Bernabé Rivera est une ville de l'Uruguay située dans le département d'Artigas. Sa population est de 524 habitants.

## Population
| Année | Population |
| ----- | ---------- |
| 1963  | 688        |
| 1975  | 540        |
| 1985  | 461        |
| 1996  | 421        |
| 2004  | 524        |

,